# Linda Berglund
Linda Margareta Berglund, född Persson 22 september 1981 i Torsås, är en svensk före detta stavhoppare, tävlande för IFK Växjö. Hon tävlade fram till inomhussäsongen 2007 under sitt födelsenamn Persson.

## Karriär
Berglund deltog 2001 vid U23-EM i Amsterdam i Nederländerna och tog sig vidare från kvalet med 4,05, men i finalen hoppade hon bara 3,90 vilket räckte till 10:e plats.
Vid U23-EM i Bydgoszcz i Polen tog Berglund sig till final och slutade där med 4,10 på en sjundeplats.
2005 deltog hon vid EM inomhus i Madrid men slogs ut i kvalet på 4,15.
I januari 2006 var hennes personliga rekord 4,30, vilket hon under året höjde till 4,40. Detta resultat upprepades 2007 och var då svenskt inomhusrekord men det slogs av Angelica Bengtsson 2011. Hon vann SM utomhus i stavhopp 2003, 2004 och 2006, och inomhus 2005 och 2006. 2006 deltog hon även i EM utomhus men slogs ut i kvalet, liksom vid EM inomhus 2007 i Birmingham där hon också slogs ut i kvalet, trots personbästa och tangerat svenskt rekord 4,40, delat med bland annat Hanna-Mia Persson.

## Utmärkelser
Linda Berglund utsågs år 2007 till Stor grabb nummer 494.

## Personliga rekord
| Utomhus - 100 meter häck – 14,71 (Sollentuna 3 augusti 2002) - Höjdhopp – 1,71 (Sollentuna 3 augusti 2002) - Stavhopp – 4,40 (Karlstad 21 juni 2006) | Inomhus - 60 meter häck – 8,99 (Göteborg 24 februari 2002) - Höjdhopp – 1,73 (Göteborg 23 februari 2002) - Stavhopp – 4,40 (Birmingham, Storbritannien 3 mars 2007) |

### Fotnoter
1. 1 2 3 4    - ”SWEDISH TEAM Media Guide. European Athletics Championships, Göteborg 2006.”. friidrott.se. Arkiverad från originalet den 4 juni 2012. https://web.archive.org/web/20120604124725/http://www.friidrott.se/press/emguide_06.aspx. Läst 24 november 2016.
2. 1 2 3 4 5  Wiger 2006, s. 220.
3. ↑  ”Stora SM 2006, dag 2”. turebergfriidrott.se. Arkiverad från originalet den 10 juni 2015. https://web.archive.org/web/20150610133650/http://turebergfriidrott.se/statistik/SM2006/2006_reslord.htm. Läst 19 april 2013.
4. ↑  ”Stora inne-SM 2002, resultat” (htm). Arkiverad från originalet den 13 december 2002. https://web.archive.org/web/20021213092936/http://m1.406.telia.com/~u40606160/ResultatISM.htm. Läst 14 april 2015.
5. ↑  ”Stora inne-SM 2003, resultat” (html). friidrott.stockholm.se. http://www.friidrott.stockholm.se/ism/resultat/p_resultat.html. Läst 14 april 2015.
6. ↑  ”Stora inne-SM 2004, resultat” (htm). idrottonline.se. Arkiverad från originalet den 23 november 2015. https://web.archive.org/web/20151123030953/http://iof2.idrottonline.se/ImageVaultFiles/id_16756/cf_78/040222ism.HTM. Läst 21 april 2015.
7. ↑  ”Stora inne-SM 2005, resultat” (pdf). mai.se. Arkiverad från originalet den 23 november 2015. https://web.archive.org/web/20151123081015/http://www.mai.se/resultat/resultatlista-ism.2005.pdf. Läst 12 april 2015.
8. ↑  ”Stora inne-SM 2006 damer , resultat” (html). friidrott.stockholm.se. http://www.friidrott.stockholm.se/ism2006/resultat/f_kvinnor_resultat.html. Läst 6 april 2015.
9. ↑  ”Nytt stort kliv för innesäsongen”. friidrott.se. 11 januari 2007. Arkiverad från originalet den 9 augusti 2017. https://web.archive.org/web/20170809211128/http://www.friidrott.se/nyheter.aspx?id=6547. Läst 9 augusti 2017.
10. ↑  ”European Athletics U23 Championships - Amsterdam 2001” (på engelska). european-athletics.org. http://www.european-athletics.org/competitions/european-athletics-u23-championships/history/year=2001/results/index.html. Läst 25 oktober 2017.
11. ↑  ”European Athletics U23 Championships - Bydgoszcz 2003” (på engelska). european-athletics.org. http://www.european-athletics.org/competitions/european-athletics-u23-championships/history/year=2003/results/index.html. Läst 22 oktober 2017.
12. ↑  ”European Athletics Indoor Championships - Madrid 2005” (på engelska). european-athletics.org. Arkiverad från originalet den 27 augusti 2017. https://web.archive.org/web/20170827215326/http://www.european-athletics.org/competitions/european-athletics-indoor-championships/history/year=2005/results/index.html. Läst 28 augusti 2017.
13. ↑  ”Linda Persson mot nya höjder”. Sveriges Radio P4 Kronoberg. 29 januari 2006. http://sverigesradio.se/sida/artikel.aspx?programid=106&artikel=784431. Läst 9 augusti 2017.
14. 1 2 3 4 5 6 7  ”Stora Grabbar personpresentation”. storagrabbar.se. http://www.storagrabbar.se/grabbar_10.html. Läst 23 oktober 2016.
15. ↑  HD - Bengtsson slog till med rekordhopp
16. ↑  ”IFK Växjö:s Linda Persson till EM”. http://sverigesradio.se/sida/artikel.aspx?programid=106&artikel=900056., Sveriges Radio P4 Kronoberg, 17 juli 2006
17. ↑  ”European Athletics Championships - Göteborg 2006” (på engelska). european-athletics.org. http://www.european-athletics.org/competitions/european-athletics-championships/history/year=2006/results/index.html. Läst 9 augusti 2017.
18. ↑  ”European Athletics Indoor Championships - Birmingham 2007” (på engelska). european-athletics.org. http://www.european-athletics.org/competitions/european-athletics-indoor-championships/history/year=2007/results/index.html#. Läst 27 augusti 2017.
19. ↑  ”Stora grabbars märke”. friidrott.se. Arkiverad från originalet den 31 mars 2016. https://web.archive.org/web/20160331202525/http://www.friidrott.se/historik/storagrabbar.aspx. Läst 23 oktober 2016.
20. 1 2 3 4 5 6  ”Personsida på AllAthletics”. all-athletics.com. Arkiverad från originalet den 24 oktober 2016. https://web.archive.org/web/20161024091041/http://www.all-athletics.com/node/148733. Läst 23 oktober 2016.
21. 1 2  ”Personsida hos IAAF”. iaaf.org. https://www.iaaf.org/athletes/sweden/linda-persson-berglund-183296. Läst 23 oktober 2016.